# صدفية الثنيات
صدفية الثَّنيات هي شكلٌ من الصدفية، والتي تُصيب خصيصًا الطيات، والخبايا، والأسطح المثنية مثل الأذن والإبط والطيات الأربيَّة والطيات تحت الثدي [الإنجليزية] والسرة والفلح بين الأليتين [الإنجليزية] والقضيب والشفاه.:193

## الأسباب
الصدفية هي رد فعل مناعي ذاتي خلوي تُسببه الخلايا التائية (T-cells) ضد ما يُعتقد أنه مستضدات ذاتية موجودة في الجلد. يُحفَّز التفاعل الصدفي الشكل عبر زيادة مستويات إنترفيرون-غاما (IFN-γ) وإنترلوكين-17 (IL-17)، والتي تتفاعل مع الخلايا البدينة، والخلايا المتعادلة، والخلايا البلعمية الكبيرة، والخلايا الجلدية.
لا توجد أدلة كافية تشير إلى اختلاف الآليات الفيزيولوجية المرضية بين الصدفية العكسية والصدفية الشائعة. ومع ذلك، قد يقل عدد خلايا +CD161 في لويحات الصدفية العكسية. يُعتقد أن هذا ناتج عن التعايش الميكروبي المستمر في المناطق المصابة بالصدفية العكسية.

## التشخيص

### التشخيص التفريقي
بعض الحالات الجلدية قد تمتلك نفس الأعراض والعلامات ومنها التهاب الجلد الدهني، التهاب جلدي متقابل، نخالية مبرقشة.